# Олександр Доунер
Олександр Джон Госс Доунер (англ. Alexander John Gosse Downer; нар. 9 вересня 1951, Аделаїда, Південна Австралія) — австралійський політик, член Ліберальної партії. Міністр закордонних справ Австралії з 11 березня 1996 до 3 грудня 2007 (найдовше в історії Австралії). Він був також лідером опозиції з 1994 по 1995 роки. До початку лютого 2014 року — Спеціальний радник Генерального секретаря ООН по Кіпру.
Член ордена Австралії.